# Liste des primats de l'Église grecque-catholique roumaine
Cette page dresse la liste des primats de l’Église grecque-catholique roumaine.

## Archevêques métropolitains de Făgăraș et d’Alba Iulia (depuis 1854)
- Alexandru Șterca Șuluțiu (1854-1867)
- Ioan Vancea (1868-1892)
- Victor Mihali (1895-1918)
- Vasile Suciu (1919-1935)
- Alexandru Nicolescu (1935-1941)
- Valeriu Traian Frențiu (1941-1946) (administrateur apostolique)
- Alexandru Rusu (1946-1963)
- Alexandru Todea (1990-1994) (cardinal en 1991)
- Lucian Mureșan (1994-2005) (puis Archevêque majeur)

## Archevêques majeurs de Făgăraș et d’Alba Iulia (depuis 2005)
- Lucian Mureșan (depuis 1994) (cardinal en 2012)